# Zalukva, Halîci
Zalukva (în ucraineană Залуква) este localitatea de reședință a comunei Zalukva din raionul Halîci, regiunea Ivano-Frankivsk, Ucraina.

## Demografie
Componența lingvistică a localității Zalukva
     Ucraineană (99,5%)
     Alte limbi (0,45%)
Conform recensământului din 2001, majoritatea populației localității Zalukva era vorbitoare de ucraineană (99,5%), existând în minoritate și vorbitori de alte limbi.